# Verdrag van Dappes
Het Verdrag van Dappes is een verdrag dat op 8 december 1862 in Bern werd afgesloten tussen Zwitserland en Frankrijk en dat de definitieve grens vastlegde tussen beide landen in de Dappesvallei. Het verdrag trad in werking op 20 februari 1863.

## Achtergrond

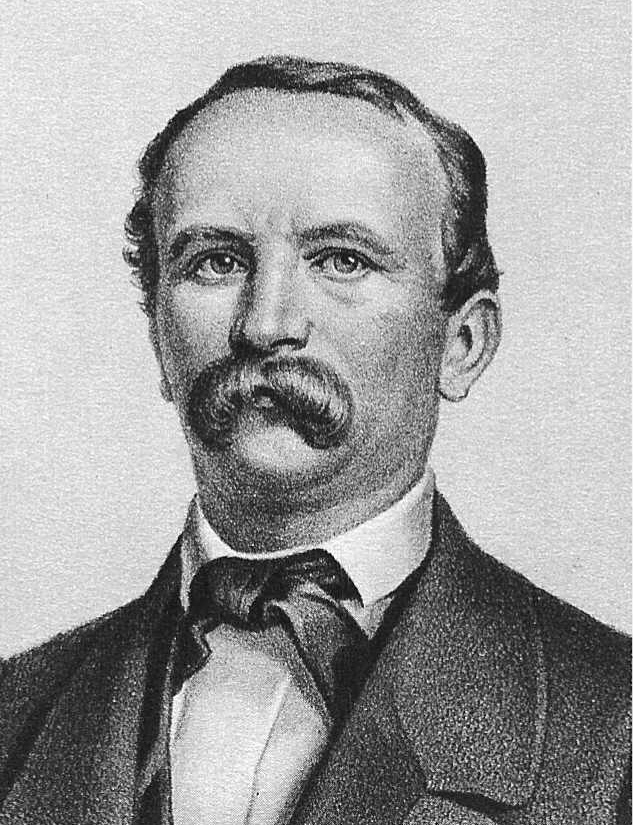
Bondspresident Jakob Stämpfli leidde de onderhandelingen namens Zwitserland.

De Dappesvalei is een kleine vallei in het Zwitserse kantons Vaud. Niettegenstaande dit gebied niet zo groot was, had het toch een groot militair belang, aangezien het op de route lag tussen Frankrijk en het koninkrijk Sardinië. Vandaag de dag is deze route de Franse Route nationale 5.
In 1802, ten tijde van de Helvetische Republiek, werd het gebied geannexeerd door het Eerste Franse Keizerrijk. Het Congres van Wenen wees het gebied vervolgens opnieuw toe aan de Zwitsers, die ondertussen, na het verdwijnen van de Franse bezetter, de Confederatie van de XXII kantons vormden. De Fransen gingen hier niet zomaar mee akkoord en bleven aanspraken formuleren op het gebied. Na verschillende mislukte pogingen om het gebied opnieuw te verwerven, deed het land in 1862, ten tijde van het Tweede Franse Keizerrijk, een voorstel tot grondruil, waarbij beide landen gebieden zouden afstaan en verwerven. De Zwitsers gingen in op dit voorstel. In de preambule van het verdrag verwees men overigens naar de historische twisten tussen beide landen omtrent het gebied: "animés du désir de mettre un terme aux discussions existantes depuis 1815, entre la Suisse et la France, au sujet de la possession de la vallée des Dappes (vervuld van verlangen om een einde te maken aan de sinds 1815 bestaande twisten tussen Zwitserland en Frankrijk omtrent het bezit van de Dappesvallei)".
De onderhandelingen en de ondertekening van het Verdrag van Dappes vonden plaats in Bern. Namens Zwitserland was bondspresident Jakob Stämpfli de hoofdonderhandelaar. Namens Frankrijk was dat Louis Félix Étienne, markies de Turgot, de Franse ambassadeur in Zwitserland.
Het verdrag werd goedgekeurd in de Zwitserse federale Bondsvergadering op 28 januari 1863 en trad in werking op 20 februari van dat jaar. Op 9 maart werd het verdrag ter kennis gegeven aan de grootmachten die destijds hadden deelgenomen aan het Congres van Wenen.

## Gevolgen

### Territoriale wijzigingen
Het verdrag definieerde de gebieden die aan de grondruil zouden worden onderworpen. De door Zwitserland verworven gebieden werden bij het kanton Vaud gevoegd (art. I van het Verdrag van Dappes). Beide landen spraken daarbij af om commissarissen aan te duiden die dan achteraf op het terrein nauwkeurig de exacte grens dienden te bepalen (art. VIII van het Verdrag van Dappes). Tevens werd er een verbod vastgelegd op het bouwen van militaire installaties in de geruilde gebieden (art. II van het Verdrag van Dappes).

### Nationaliteit
De inwoners van het oorspronkelijk Zwitsers gebied dat aan Frankrijk zou gaan toebehoren, werd automatisch de Franse nationaliteit toegekend, tenzij ze binnen het jaar een verklaring zouden afleggen waarin zij zouden aangeven dat ze de Zwitserse nationaliteit wilden behouden. In dat geval konden ze probleemloos hun domicilie op het grondgebied van het Keizerrijk behouden. Dezelfde regels golden voor de inwoners van het oorspronkelijk Frans gebied dat tot Zwitserland zou gaan toebehoren. Ook deze mensen konden een verklaring afleggen om hun Franse nationaliteit te behouden, waarna ook voor hen in de mogelijkheid werd voorzien om hun domicilie te behouden op het grondgebied van de Confederatie (art. III van het Verdrag van Dappes).

### Grensoverschrijdend verkeer
Het verdrag verklaarde dat het verkeer tussen het Zwitserse dorp Saint-Cergue en de overige dorpen in het Zwitserse district La Vallée was vrijgesteld van ieder transit-, tol- en douanerecht. Tevens werd bepaald dat de postbedeling en de briefomhalingen door de Zwitserse postautoriteiten over hetzelfde traject niet kon onderworpen worden aan enige belasting voor het vervoer van post over het Franse grondgebied (art. V van het Verdrag van Dappes). Deze bepalingen werden ingevoerd om te vermijden dat het dorp Saint-Cergue de facto zou worden afgesloten van de overige Zwitserse dorpen in de omgeving, of daarvoor een overdreven omweg dienden te maken.

### La Cure

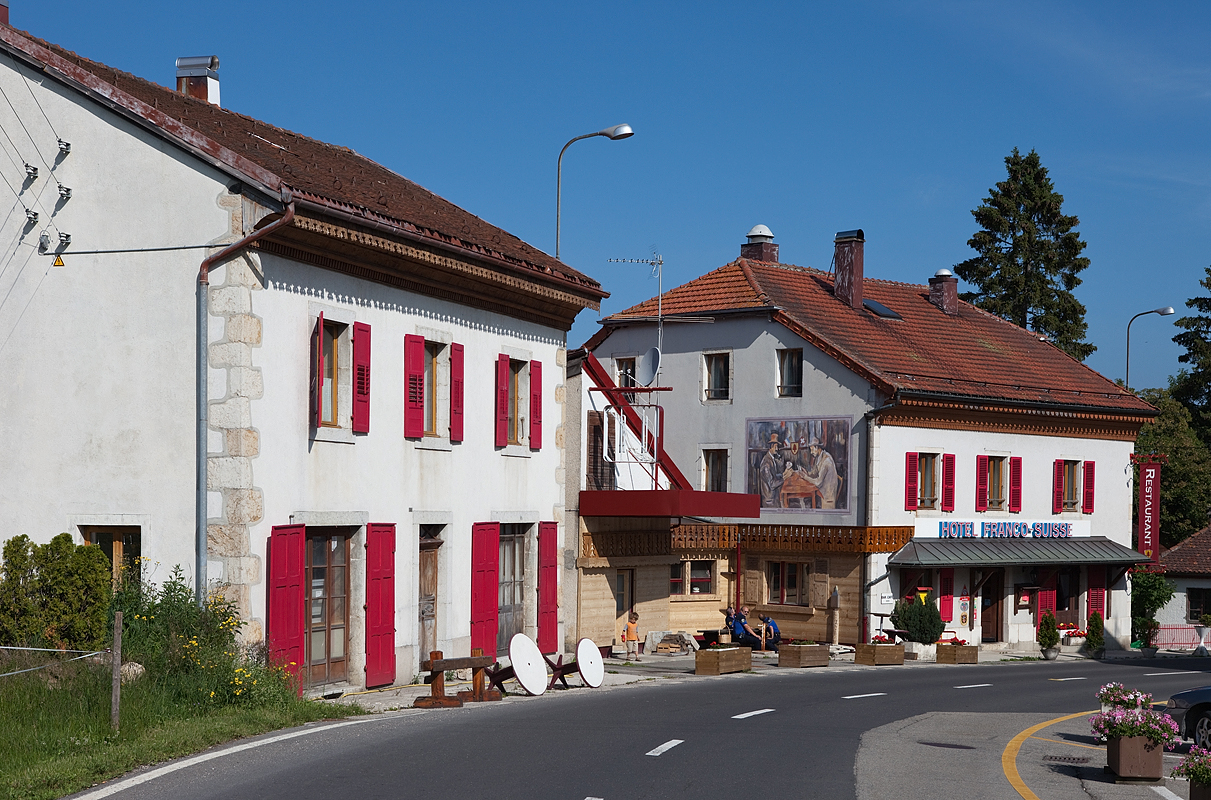
Het Hotel Arbez in La Cure, dat pal op de Zwitsers-Franse grens werd gebouwd in 1862 om munt te slaan uit het grensoverschrijdend verkeer.

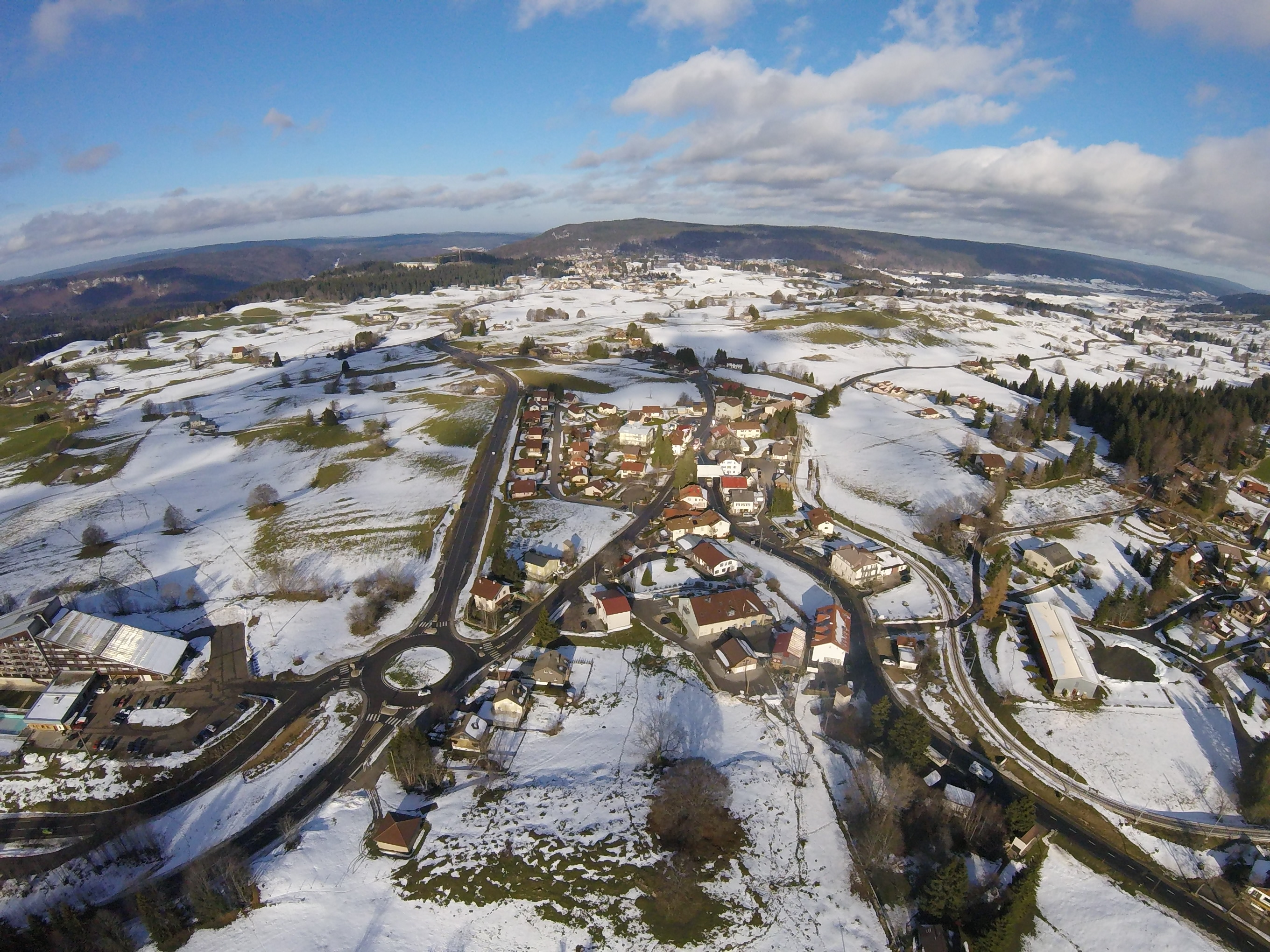
Luchtbeeld van La Cure, met centraal de overdekte douanepost en linksvoor daarvan het Hotel Arbez.

Het grensdorp La Cure behoorde voor het verdrag integraal toe aan Frankrijk. Door het verdrag werd het in twee gesplitst. De nieuwe grens liep dwars door drie huizen en een herberg.
Tijdens de periode dat de goedkeuring van het verdrag hangende was in de Zwitserse federale Bondsvergadering, probeerde een lokale zakenman genaamd Ponthus voordeel te behalen uit deze overgangssituatie. Hij zette een gebouw neer pal op de nieuwe grens, waarvan één derde stond op wat later Zwitsers grondgebied zou worden en twee derde op wat later Frans grondgebied zou blijven. In het Zwitserse gedeelte van het gebouw opende hij een herberg en in het Franse gedeelte een kruidenierszaak. Ponthus hoopte hiermee munt te slaan uit de grensoverschrijdende handel. Later werd dit gebouw een hotel, het Hotel Arbez, waarbij de grens dwars door de hotelkamers liep.
Tijdens de Duitse bezetting van Frankrijk ten tijde van de Tweede Wereldoorlog mochten Duitse soldaten het hotel langs de Franse zijde betreden, maar was het hen strikt verboden om de (deels-)Zwitserse ruimtes te betreden. Aangezien de traphal in het Zwitserse gedeelte stond, konden de Duitsers de verdiepingen van het gebouw onmogelijk bereiken. Om deze redenen hield men op deze plek vluchtelingen en leden van de Résistance, het Franse verzet, verborgen.
In 1962 werden de Verdragen van Évian, waarbij de Algerijnse Oorlog werd beëindigd, in dit hotel onderhandeld.